# Bernard Talvard
Bernard Talvard, né le 8 octobre 1947 à Melun, est un escrimeur français pratiquant le fleuret. Il a été trois fois médaillé de bronze lors des Jeux olympiques de 1972 et de 1976.
Après sa carrière de tireur, Bernard Talvard est devenu maître d'armes. En 1985 il a succédé à son camarade de club de l’équipe de France Jacky Courtillat au poste d’entraineur de l'Équipe de France de fleuret masculin.

## Palmarès
- Jeux olympiques :
  -  Médaille de bronze au fleuret individuel aux Jeux olympiques de 1976 à Montréal
  -  Médaille de bronze au fleuret par équipe aux Jeux olympiques de 1972 à Munich
  -  Médaille de bronze au fleuret par équipe aux Jeux olympiques de 1976 à Montréal

- Championnats du monde d'escrime :
  -  Médaille de bronze au fleuret individuel aux Championnats du monde d'escrime 1967
  -  Médaille d'or au fleuret par équipe aux Championnats du monde d'escrime 1971
  -  Médaille d'or au fleuret par équipe aux Championnats du monde d'escrime 1975
  -  Médaille d'argent au fleuret individuel aux Championnats du monde d'escrime 1975
  -  Médaille de bronze au fleuret par équipe aux Championnats du monde d'escrime 1974

- Championnats de France d'escrime :
  -  Médaille d'or au fleuret individuel aux Championnats de France d'escrime 1973

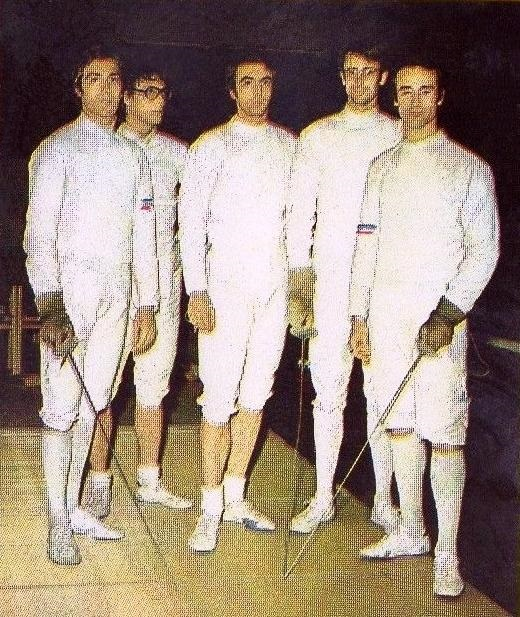
L'équipe de France olympique de fleuret en 1972 (Talvard, Magnan, Noël, Revenu et Berolatti).

  -  Médaille d'or au fleuret individuel aux Championnats de France d'escrime 1975